# آرت بازل
آرت بازل (بالإنجليزية: Art Basel)‏؛ معرض دولي ربحي للفنون المعاصرة يقام سنويا في ثلاثة مدن: بازل في سويسرا، وميامي بيتش في ولاية فلوريدا الأمريكية، وهونج كونج في الصين، يقدم المعرض منصات لعرض الأعمال الفنية وبيعها، ويعد وجهة دولية للفنانين حول العالم لعرض أعمالهم، كما أنه لا يفرض أية قيود على الأعمال المعروضة.

## التاريخ
تأسس المعرض في يونيو عام 1970م، بواسطة ثلاثة من خبراء الفن السويسري: إرنست بيلير( Ernst Beyeler)، وترودل بروكنر (Trudi Bruckner)، وبلز هيلت (Balz Hilt)، حقق المعرض نجاحا فوريا في عامه الافتتاحي حيث استضاف 90 معرضا من 10 دول مختلفة، وجذب أكثر من 10 آلاف زائر. وفي عام 2002 أطلق المعرض أول فرع خارجي له في ميامي بيتش بالولايات المتحدة الأمريكية، وشارك به 120 معرضا. وافتتح ثالث موقع خارجي للمعرض في عام 2013 في هونج كونج في الصين، الذي أصبح معرض الفنون الأول في آسيا.

## مبادرة مدن آرت بازل
مبادرة تابعة للمعرض تم إطلاقها في عام 2016 بهدف إقامة فعاليات وبرامج ثقافية على مدار العام في مدن مختارة حول العالم، حيث يتم التعاون مع المدينة المختارة من خلال شراكة لعدة سنوات لتنظيم برنامج جاذب يتكون من ورش عمل احترافية وجلسات تدريبية وبرامج وعروض موسيقية وغيرها، وكانت مدينة بوينس آيريس في الأرجنتين الشريك الأول في عام 2018.

## وصلات خارجية
- الموقع الرسمي